# Подол (Енангское сельское поселение)
Подол — деревня в Кичменгско-Городецком районе Вологодской области.
Входит в состав Енангского сельского поселения, с точки зрения административно-территориального деления — в Нижнеентальский сельсовет.
Расстояние до районного центра Кичменгского Городка по автодороге составляет 61 км, до центра муниципального образования Нижнего Енангска по прямой — 16 км. Ближайшие населённые пункты — Огрызково, Матино, Заборье, Кекур, Палутино, Мондур.
Население по данным переписи 2002 года — 7 человек.